# 오세권
오세권(吳世權, 1950~)은 대한민국의 수필가이다. 2005년 시와 창작 신인상을 통해 수필가로 등단했다.

## 등단작
- 愛제자의 膳物

## 저서
- 그리움이 맴도는 계절에(책나무, 2007)